# Октябрьская улица (Королёв)
Октябрьская улица — улица в центральной части города Королёв.

## История
Дореволюционное название улицы — Перловский проспект. На месте площади был сквер.
Застройка улицы началась в 1930-м году. До войны построили дома 1, 3, 5, 4. В начале улицы была построена семилетняя школа №3 (дом 1, ныне там администрация города).
Улица Октябрьская застроена в основном 5-этажными домами. На улице расположены: Новый гастроном, стоматологическая поликлиника.
В 1964 году на улице построен Дворец культуры им. М. И. Калинина. Первый камень в основание дворца положил С. П. Королев. Он вместе с Ю. А. Гагариным перерезал красную ленточку при открытии Дворца.

## Трасса
Октябрьская улица начинается на площади Дзержинского, пересекает улицу Терешковой и заканчивается на Октябрьском бульваре.

## Организации

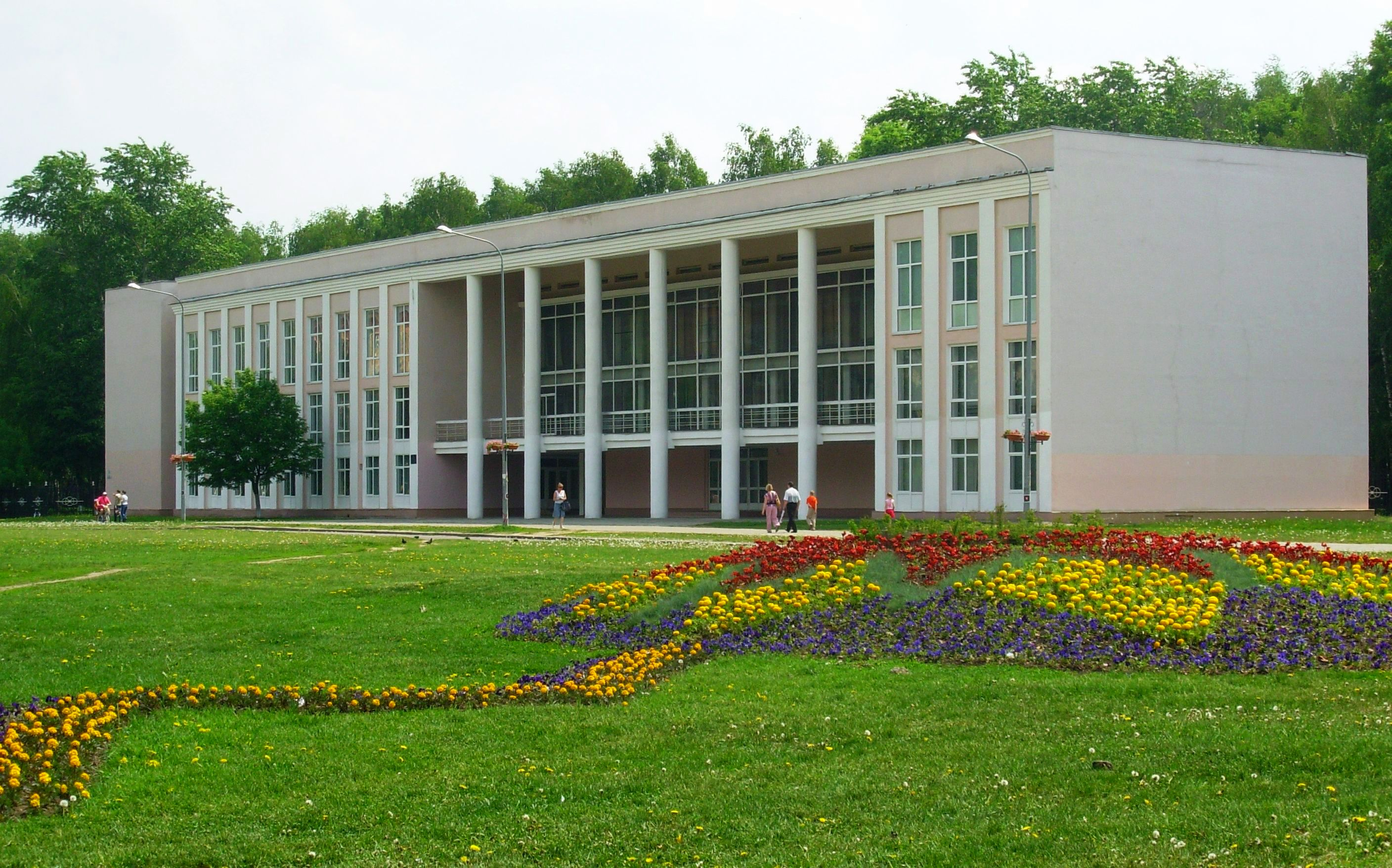
Здание музыкальной школы города Королева, 2011 год

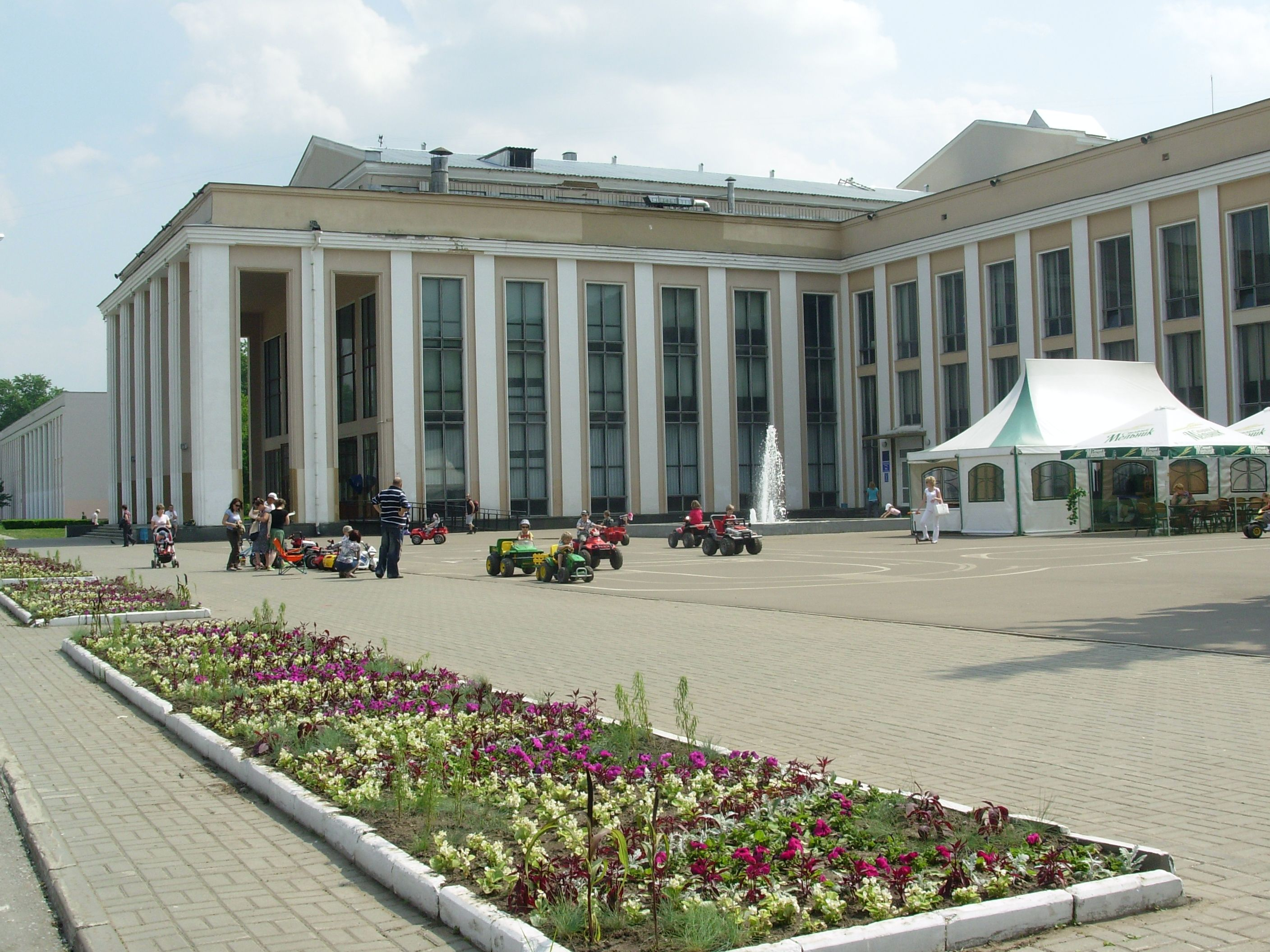
Центральная площадь Королева, 2011 год

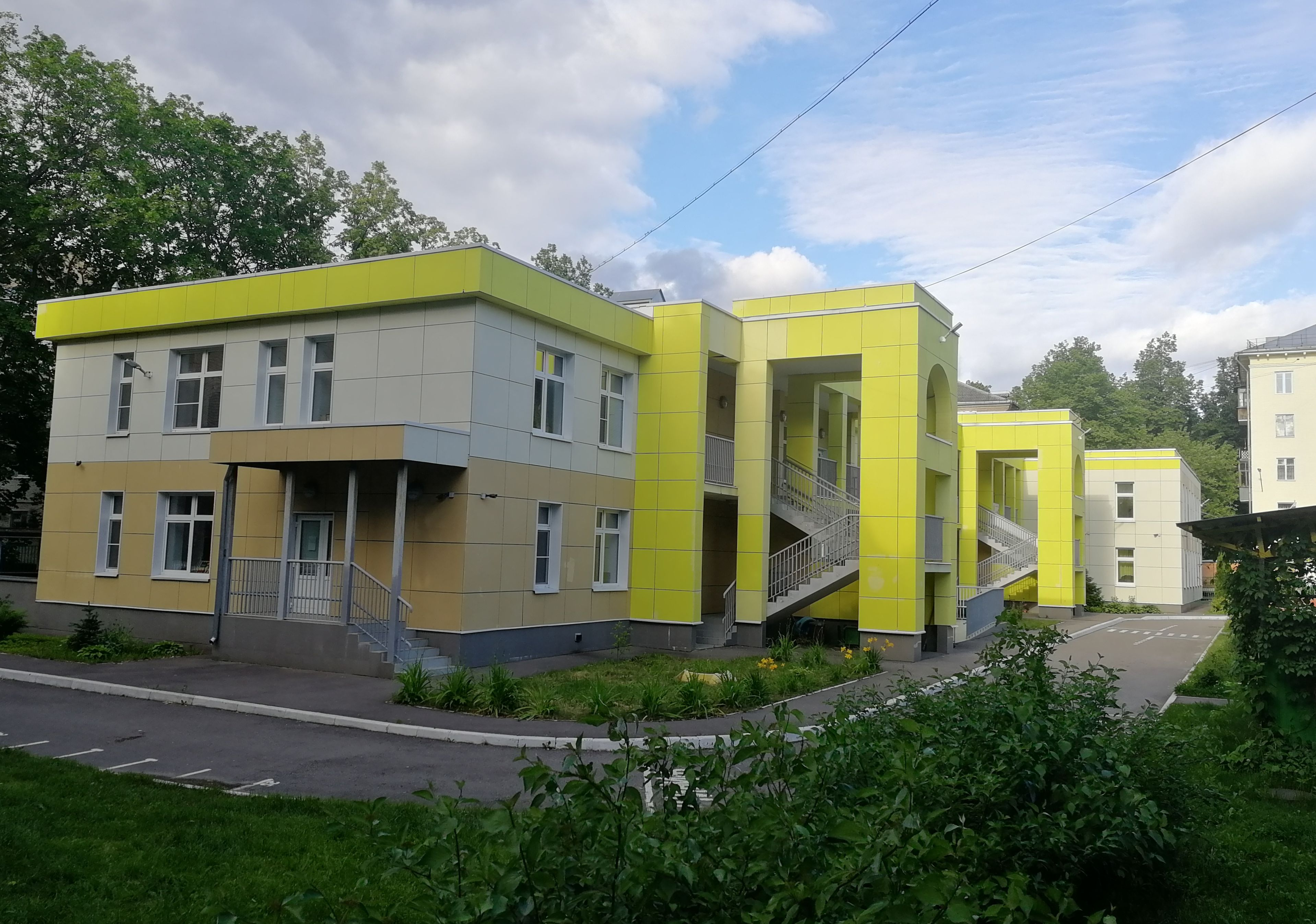
дом 9А, Детский сад №39 г. Королев "Солнечный город" (корпус №1)

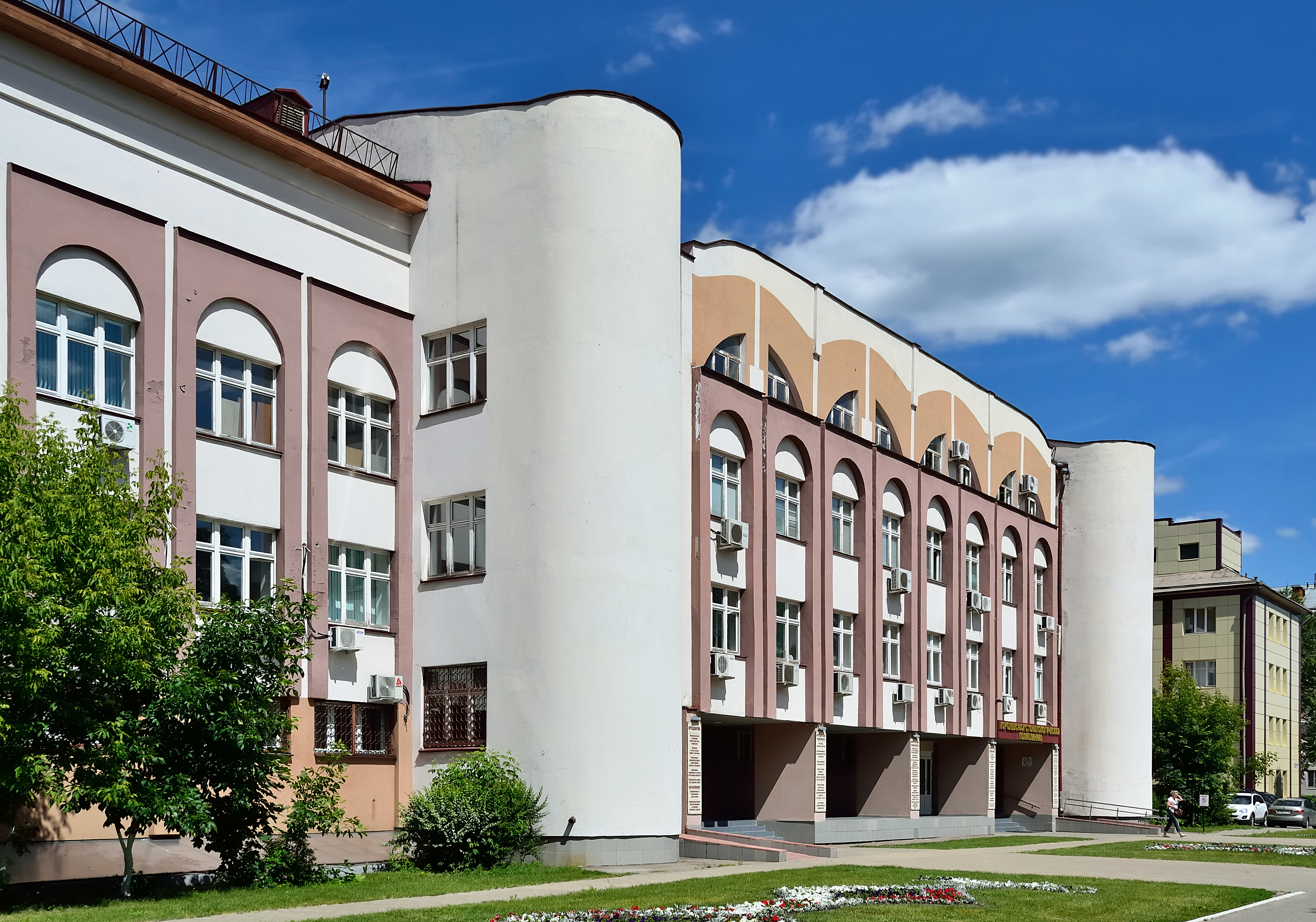
Главное здание государственного бюджетного учреждения здравоохранения «Королёвская стоматологическая поликлиника»

- дом 1: Администрация города Королёв[2]
- дом 3: Доска на здании бывших мастерских по ремонту оружия, Женское общежитие №4, Магазин канцелярских товаров «Родник»
- дом 4: Центральный офис ОАО «Жилкомплекс»
- дом 5а: Королёвская стоматологическая поликлиника (см. илл. справа)
- дом 5: Комитет по здравоохранению г. Королев, Торгово-промышленная палата г. Королёв, Региональный центр современного образования
- дом 6: Детская школа искусств г. Королёва, Центральный парк культуры и отдыха г. Королев
- дом 8а: Городской комитет образования г. Королёв
- дом 9а: Детский сад
- дом 9: Продуктовый супермаркет «Дикси»
- дом 10а стр.1: Королёвское городское производственное объединение «Горзеленхозстрой»
- дом 10а: Филиал КИУЭС, Редакция газеты «Калининградская правда»
- дом 10: Школа №1 г. Королёва, Мемориальная доска Корсакову Н. П. (1924—1945), Мемориальная доска Сыромятникову В. С.
- дом 15/16: Медицинский центр «Центр Красоты и Здоровья»
- дом 23: Школа №7 г. Королёва, Автолицей «Калита»
- дом 27: Поликлиника для взрослых ЦГБ г. Королёв, Пожарный гидрант №0159 (K150, L22)
- дом 30: Женская консультация ЦГБ г. Королев, Королёвский родильный дом при ЦГБ